# 国際花と緑の博覧会

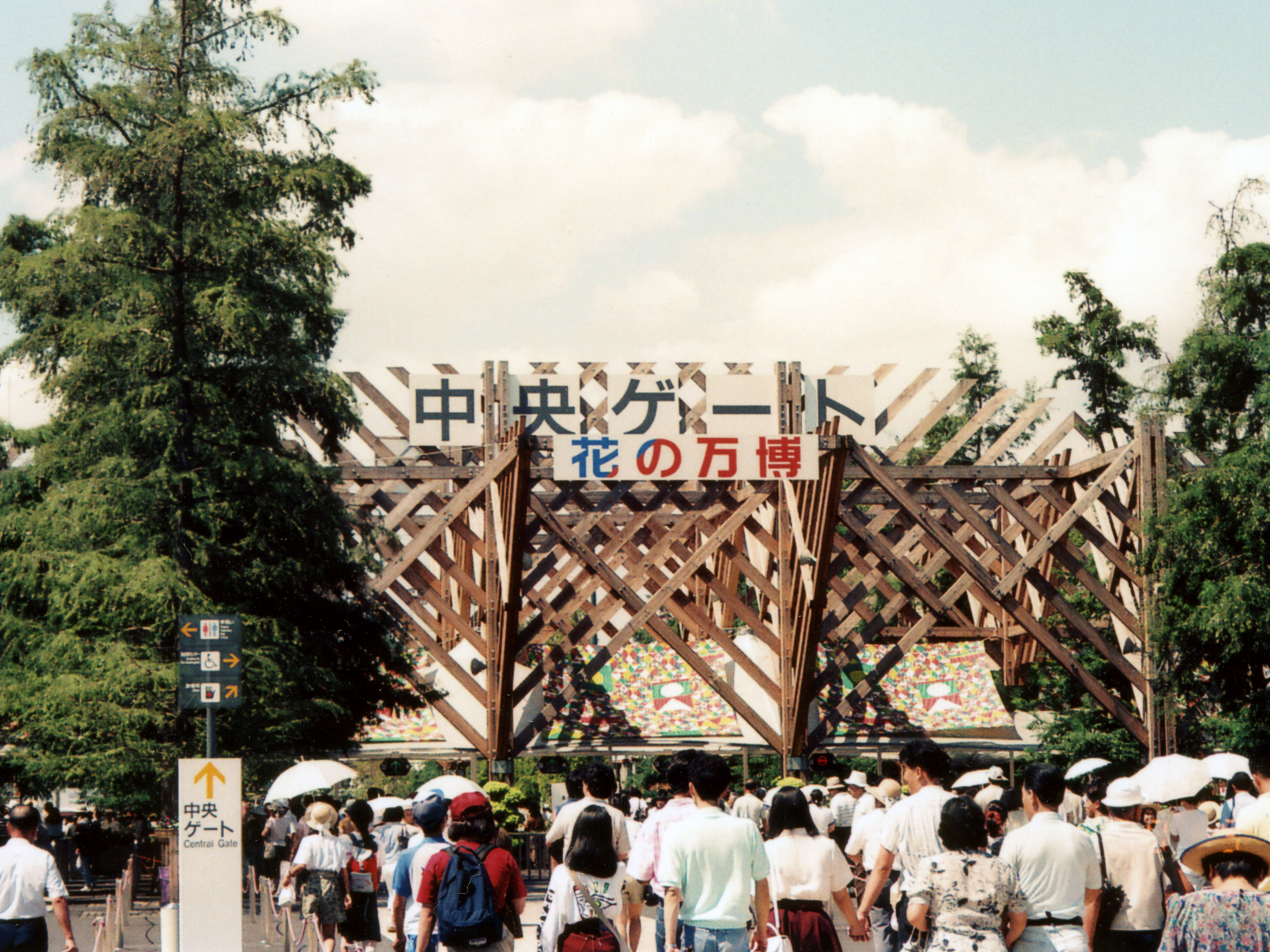
国際花と緑の博覧会 中央ゲート（1990年9月2日）

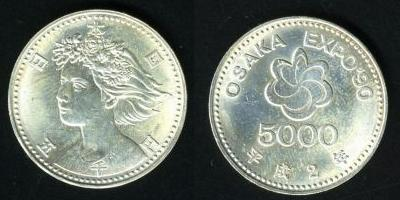
記念貨幣（5000円銀貨）

国際花と緑の博覧会（こくさいはなとみどりのはくらんかい、英:The International Garden and Greenery Exposition, Osaka, Japan, 1990）は、大阪府大阪市鶴見区と守口市に跨る鶴見緑地で、183日間の会期（1990年4月1日 - 9月30日）で行われた博覧会国際事務局 (BIE) 認定の国際博覧会であり、またアジアで初めて開催された国際園芸家協会 (AIPH) の国際園芸博覧会（A1認定）でもある。会場面積は約140haで、略称は「花の万博」「EXPO'90」（「花博」は通称であり正式略称ではない。）。「花と緑と人間生活のかかわりをとらえ 21世紀へ向けて潤いのある豊かな社会の創造をめざす」をテーマとし、日本を含む83カ国と55の国際機関、212企業・団体が参加した。総来場者数は2312万6934名で、特別博覧会史上最高を記録した。博覧会名誉総裁は皇太子明仁→昭和天皇崩御による天皇即位のため皇太子徳仁親王が就任。

## 開催までの流れ
当初は、1989年の大阪市市制100周年事業として、国内博覧会として開催する方向で準備が進められていた。鶴見緑地では1984年から、博覧会に向けてのイベントが定期的に開催されていた。
しかしその後、国の政策とも合致し国際博覧会として、1990年に開催されることになった。計画当初は「鉄冷え」と言われるほど日本経済は冷え込んでおり、閣議了解は民間活力導入を条件になされた。その後、1980年代後半辺りから日本経済はバブル景気を迎え、民間企業からの施設参加（資金提供等）は順調に推移、また民間企業からの寄付金の総額は国際博覧会史上最高を記録するなど、民間からの参加が順調に推移した。国内で大小数々のイベントが催されたバブル期でも最大規模の催事である。

## シンボルマークとマスコットキャラクター
- シンボルマーク

1986年10月23日を締切日として行われた指名コンペで勝井三雄の作品が選ばれ、同年12月5日に発表された。生命の神秘さを一輪のきらめく華に例えた6弁の花のデザインとした。
- マスコットキャラクター

デザイン募集が1987年4月1日から同年5月11日まで行われた。応募総数9,603点の中から森の中の世界で戯れる、かわいい花の妖精をイメージした蔵前侑吏恵（くらまえゆりえ）の作品が選定され、審査委員長の手塚治虫が立体デザインをリライトの上、同年7月3日に発表された。その後、同年7月6日から8月15日まで愛称が募集された。応募総数29,267通の中から「花ずきんちゃん」が愛称に選ばれ、同年10月2日に発表された。
声は当時若手の林原めぐみが担当しており、ハローキティと同じ声質だった。

## 開場時間
- 1990年4月1日 - 4月26日 9時30分 - 22時
- 1990年4月27日 - 9月30日 9時 - 22時30分

「都市型博覧会」ということを考慮して、当初、深夜帯までの開場も検討されていたが、最終的には上記の時間帯に設定された。

## 入場料
- 大人普通入場券 2,990円
- 中人普通入場券 1,550円

（1990年4月1日現在で満15歳以上18歳未満の者）
- 小人普通入場券 820円
- 大人特別割引入場券 1,550円（身障者のみ）

すべて消費税（当時は税率3%）込。
夜間入場料は、上記の半額となっていた。
顔写真入の全会期通用入場券も発売された。こちらは開催前のみの販売。
※ チケットは大蔵省印刷局製造。テレホンカードと同じ素材。

## 会場内施設・パビリオン
会場内は「野原のエリア」「街のエリア」「山のエリア」の大きく3つのエリアに分かれていた。

### 野原のエリア
会場中央の大池「いのちの海」を取り囲む花一杯のエリア。
- いちょう館（大阪府）
時空快速艇「カラノ」に搭乗し、未来の大阪にタイムスリップ。休憩所や催事場として設営されていた「好きやねんプラザ」は毎週金曜夜間はディスコとして運営されていた。
- アレフ（クボタ・セゾングループ）
大池で行われた噴水ショー。池が真っ二つに割れる演出が話題となっていた。
- 国際展示水の館
とある出展ブースにてひっそりと月の石が展示されていた。
- 国際展示光の館
- 国際展示大地の館
水の館・光の館に展示品が入り切らなくなったため、急遽追加で建てられた。
- 花桟敷・花の谷
合わせて2ヘクタールもあり、四季の花々が入場者を迎えていた。

### 街のエリア
企業出展の大規模なパビリオンや飲食店・遊園地ゾーンなどが建ち並ぶ賑やかなエリア。3つのエリアの中で最大面積を誇り、入場者の約8割が足を運んだ。
- JT館 ジョイフルタイム アドベンチャー
ダークライド型パビリオン。謎の王国に囚われた妖精を救うため、「ノア号」に乗り込み怪鳥と闘う「シミュレーションライドシステム」。
- ふしぎな森の館・松下館
アンリ・ルソーの絵画の世界を、松下のハイテクで再現。
- シネラビリンス ガスパビリオン（日本ガス協会）
映画の内容を選択しながら先に進んでいく映像迷路。ガスを使用した展示品も人気があり、その中でも自動的におにぎりを作る「おにぎりロボット」が人気だった。
- 大輪会 水のファンタジアム（企業40社）
水・光・炎・音が乱舞する「ウォーターディスコショー」。
- 芙蓉ミュージカル・シアター
ワイヤーを使用した華やかなミュージカルを披露。
- ダイコク電機「名画の庭」
絵画庭園。安藤忠雄が設計したコンクリートの建造物に、巨大な陶版画が注目を集めていた。花博で展示された4点と、その後に作られた4点の合計8点は、現在京都府立陶板名画の庭に展示されている。
- グリーンミュージアム（富士カントリーグループ 企業4社）
バルビゾン派から素朴派までの絵画や写真作品の展示。
- 花博写真美術館（キヤノン・日本経済新聞社・日本生命・オムロン・日本ポラロイド・近畿測量専門学校ほか企業20社）
レトロから最新のカメラの展示・借し出し。写真作品の展示など。
- 100年先の「の～んびり村」（未来指向型企業グループ17社・団体）
OSGコーポレーション、日本電気保安協会等大阪府の中小企業を含む企業連合による合同パビリオン[5]。また財団法人「亜細亜技術協力会」が出資を募集した。当初は入館者は個人情報を記入していたが、悪用のおそれがあるとして半月程で中止となった。の〜んびり村の催しに対して全国霊感商法対策弁護士連絡会は霊感商法の被害拡大につながるおそれがあるとして万博協会に調査と指導を申し入れた。日韓トンネルに関するアニメーションを上映するなどし、国会で統一教会とのつながりの疑いが指摘された[6]。
- サントリー館
世界最大の立体映像を上映。
- 住友館
ダグラス・トランブルが担当を務めた最新の特撮映像を公開。
- EXPO'90 日立グループ館（日立グループ）
世界最大のハイビジョンシアター。パビリオンは同グループのCM「日立の樹」をモチーフとしている。
- 三井・東芝館
「ホロビジョンシステム」を駆使したロボットショー。ディズニーランドのデザインなどを手掛けたボブ・ロジャーズ (Bob Rogers (designer)) が演出を手掛けたアニメーション「フラワープラネット」も同時公開[7]。
- 三和みどり館（みどり会）
前方と足元のスクリーンに映像が映し出される「マジックカーペットシステム」で独特の浮遊感を体験。
- ハートピア・空の筏パビリオン（三金会）
- キャンディキャッスル館（日本菓子加工食品振興協会）
ヘンゼルとグレーテルの世界をモチーフにしたスタンプラリー。ゴールはケーキの城「キャンディキャッスル」。
- フローラドーム（郵政省・NTT・KDD）
大型全天周フルカラーの映像上映、映像の中に飛び込んだような迫力を体験。
- ひかりファンタジー 電力館（電気事業連合会）
ダークライド型パビリオン。坂本龍一の音楽に乗って光が飛び回る異空間を「ルミナー号」に乗って体験。クライマックは100万個の光源が作る大響会。
- 三菱未来館（三菱グループ）
360°全天周映像で、上下左右を映像に飲み込まれる不思議体験。
- 富士通パビリオン
全天周3DフルカラーCG映像作品『ユニバース2-太陽の響（ひびき）- "Echos of the Sun"』を上映。映像は1分間に1億円以上かけられていた超大作。『ユニバース2』はのちに大阪・京橋OBP富士通関西システムラボラトリ横に仮設された専用劇場や千葉・幕張富士通ドームシアター（2002年9月末閉館）でも上映された。
- いんなあとりっぷ館（霊友会）
ダークライド型パビリオン。「メビウスライド」に乗って絵本の世界を体験。ライド自体が円形をしており、半円状に乗車部が二つ、背中合わせに作られており、一台のライドに二観客グループが搭乗する。また全ライドが円形に配置された状態で内周側展示、外周側展示を順に合計二周する珍しい構造になっていた。
- 生命の大樹・いのちの塔
EXPO'90に因んで高さは90メートル。会員になると館内のコンピュータに写真やメッセージを永久保存することができた。
会期中、出資者の財政難より一時期入館料の徴収が行われたが、これは博覧会協会の指導により中止された。
- 咲くやこの花館（大阪市）
全面ガラス張りの日本最大級を誇る大温室。
- 花の江戸東京館（東京都）
江戸文化の紹介・実演など。
- メインホール'90
開幕式・閉幕式ほか主要イベントが、ここで開催された。会期終了後、保存して運用を続けることも検討された。
- テアトル花座
ミュージカルなどが上演された。
- マジカルクロス（遊園地）
27種類の遊戯施設が建ち並ぶアミューズメントゾーン。ヨーロッパのお祭り遊園を再現した「キルメスゾーン」とアメリカンスタイルな「パークゾーン」の2エリアで構成されていた。1985年に開催された「国際科学技術博覧会」の遊園地ゾーンをはるかに上回る規模で展開され、博覧会の見所の一つとなっていた。人気No.1の乗り物は、立ち乗りジェットコースターの風神雷神。「マジカルクロス」の運営は「阪急電鉄」「泉陽興業」「京阪電気鉄道」によって行われていた。

### 山のエリア
「国際庭園」が点在する異国色豊かなエリア。テーマ館「政府苑」や、いくつかの企業パビリオンも、このエリアに出展されていた。
- 政府苑（日本国政府 建設省・農林水産省）
世界最大の花ラフレシアの展示が話題となっていた。
- 国際陳列館
様々なイベントを開催。4階にはヨーロッパ20都市が共同で出展したヨーロッパパビリオンがあり、各都市の文化などを紹介。
- 花と緑・日本画美術館（第一不動産グループ）
日本画壇を代表する51人の新作（テーマは「花と緑」）を展示。
- シャロン館 鳥の王国
バードケージに放たれた鳥達（約1,000羽）の王国を、ボートに乗って探検。
- 大きな夢の小さな街「ミクルのくに」（日本生命ほか20社）
少年「ミクル」が住む街をミニチュアで表現。
- ゴールデンベルパビリオン（江崎グリコ・サッポロビール・三洋電機・DUNLOP・椿本チエイン・東洋不動産）
最も美しく・難関だと言われるゴルフコース、「オーガスタナショナルゴルフクラブ」の12番ホールを再現。
- 国際庭園
博覧会の見所の一つ。様々な国が、その国独自の個性溢れる庭園を出展していた。パキスタン庭園は完成が開幕に間に合わず、完成までの間は庭園造りの様子そのものが展示代わりとなり、思わぬ人気を博していた。
- 花木苑 生活の庭・夢の庭・日本の庭
企業出展による庭園。
- ふるさとの庭（スポットガーデン）
国内各都道府県が出展した庭園。
- さぼうランド（建設省）
大阪一・日本一・世界一の大雨を体験することができた。

### 会場内の交通手段（4つの交通システム）
会場内を遊覧・移動するために、4つの交通機関が出展されていた。
- ウォーターライド「アドベンチャークルーズ」（ジャスコ・イオングループ）
「中央ゲート駅」と「街の駅」を結んだ3両連結の大型ボート（72人乗り）。イメージキャラクターは「銀河鉄道999」のヒロイン「メーテル」。開幕直後に発生した事故（これについては後述）の影響で約3か月間運航を休止した。
- ロープウェイ「フラワーキャビン」（アコム他企業体）
「祭りの大通り駅」と「山の駅」を結んだロープウェイ。
- CTM「パノラマライナー」（三越他企業体）
磁石の原理を利用した、最新の短距離交通システム。「街の駅」と「山の駅」を結んだ。
- SL義経「ドリームエキスプレス」（JR西日本）
山のエリア内の「風車の駅」と「山の駅」を結ぶSL鉄道。7100形蒸気機関車「義経号」が客車を牽引して運行していた。

## 会期中の主な出来事

### 開会式
1990年3月31日、名誉総裁である皇太子による開会宣言が行われて花の万博は開会した。開会式の様子はNHKで中継された。一般公開は翌日の4月1日から同年の9月30日までの183日間だった。
4月1日の開幕日には、航空自衛隊「ブルーインパルス」が祝賀飛行を行い、会場上空にチューリップマークを描いた。

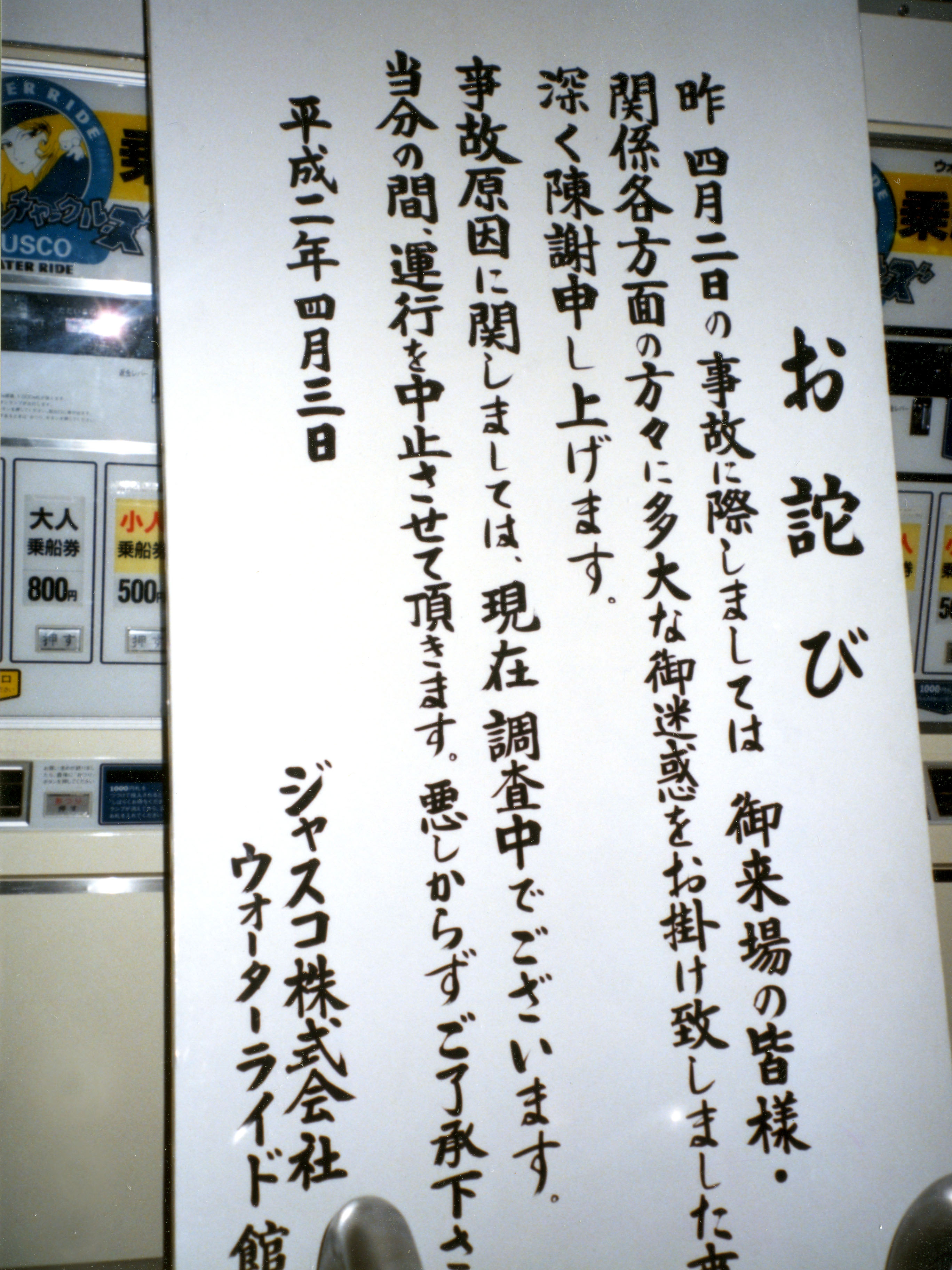
事故のお詫び看板

### ウォーターライド転落事故
開幕2日目の4月2日、会場内を水力を使って遊覧するウォーターライド（ジャスコ・イオングループ出展）が高架水路（高さ7メートル）から転落する事故が発生し、乗客・コンパニオン合わせて24名が重軽傷を負う事故が発生した。事故の影響でウォーターライドは約3か月間、運行を中止し、安全確認を強化することで7月12日から運行を再開した。
この事故の後も、他の交通システムや、遊園地ゾーン「マジカルクロス」の乗り物などで、部品落下や緊急停止などのトラブルが相次いだ。
映画監督の大森一樹によれば、当時イオングループ主導によるヨット映画の制作が東宝で進んでいたが、本事故を受けて制作中止となった。

### ミス・フラワークイーン大会
4月14日には各国の美女を迎えて「ミス・フラワークイーン・ページェントEXPO'90」が開催された。これは朝日放送が主催し、アメリカ合衆国のロサンゼルスで開催されたミス・ユニバース1990に合わせて行われたイベントで、アメリカ代表のブレンダ・レイスレイターが優勝した。会場の外ではミス・コンテストに反対する活動家の抗議行動が行われた。閉会式が迫った9月15日にはミス・インターナショナルとミス・ワールドの日本大会が開催され、前者の日本代表には高田美穂、後者には岩崎朋子が選出された。9月16日にはミス・インターナショナル世界大会も開催され、スペイン代表のシルヴィア・デ・エステバンが優勝した。

### 入場者数1000万人突破
入場者は日増しに増え、6月20日には入場者数が早くも1000万人に到達した。

### 秋篠宮夫妻来場
7月23日に来場した。

### 猛暑
1990年の夏は記録的な猛暑となった。特にアスファルトが敷き詰められた博覧会会場の暑さは尋常ではなかった。

### 入場者数2000万人突破
9月15日に、予定より早く目標であった入場者数2000万人をクリアした。

### 台風19号来襲
1990年は台風の当たり年となり、1年に6個もの台風が上陸した。その中でも台風19号は強い勢力を保ったまま9月19日に関西地方に上陸し、入場者数に影響した。

### 閉会式
1990年9月30日、183日間の会期を終え閉会式を迎えた。閉会式では今後開催予定のセビリア万博などの万博旗の授受などが行われた。当日は台風20号の影響で暴風雨となったが、午後1時半に入場者数2300万人を突破し、最終的には総入場者数が2312万6934名を数えた。

## テーマソング
様々な歌手によってテーマソングが歌われた。
- FLOWER REVOLUTION (THE ALFEE) 
開会式で演奏されたほか、同年1月に開催された『1990 第9回大阪国際女子マラソン』のイメージソングとしても使用された。
- 約束（相川恵里）
毎日新聞社による歌詞公募作品。同社主催の第62回選抜高等学校野球大会の入場行進曲も兼ねる。
- フラワー&グリーン（花の輪）音頭（石川さゆり／五木ひろし）
歌詞公募作品。作詞は大阪市在住の生物教師（当時）・三上務[21]。
- ほんまやね (SAKA-O-BAND) 
歌詞公募作品。作詞は童話作家の長尾健一[21]。
- ラ・ブートニア（井上昌己）
花の万博協会の音楽プロデューサーである服部克久の推薦による楽曲[21]。
- FLOWER MAGIC（「花ずきんちゃん」テーマソング）（山中すみか）
- White Communication〜新しい絆〜（花の万博NHKイメージソング）（永井真理子）
- Lonely Heartによろしく（「ミクルのくに」イメージソング）（酒井法子）
- 花マル音頭EXPO'90（笹みどり）
- Let's sing a song（「ふしぎな森の館 松下館」テーマソング）（久我陽子）

## 記録
- パビリオンの最多入場者数
743万人（政府苑で記録）
- パビリオンの最長待ち時間
6時間（JT館や電力館で記録）
- 立ち乗りジェットコースター「風神雷神」利用者数
230万人（遊園地ゾーン「マジカルクロス」の乗り物の中で、1番の利用者数である）
- 1日最多入場者数
370,752人（9月23日）[22]
- 場内最大観客数
224,928人（9月23日 13:48）[22]
- ゴミ排出量（1日平均）
39.63トン[23]
- 電力使用量（1日平均）
28.5万KWH（一般家庭換算30,600戸分）[23]
- 上水使用量（1日平均）
6,750立方メートル（一般家庭換算10,100戸分）[23]
- ガス使用量（1日平均）
14,260立方メートル（一般家庭換算12,300戸分）[23]
- 忘れ物総数
35,418件[23]
- 現金の忘れ物総額
7383万円[23]
- 経済波及効果
2兆6,991億円[22]

## 会場への交通

### 鉄道

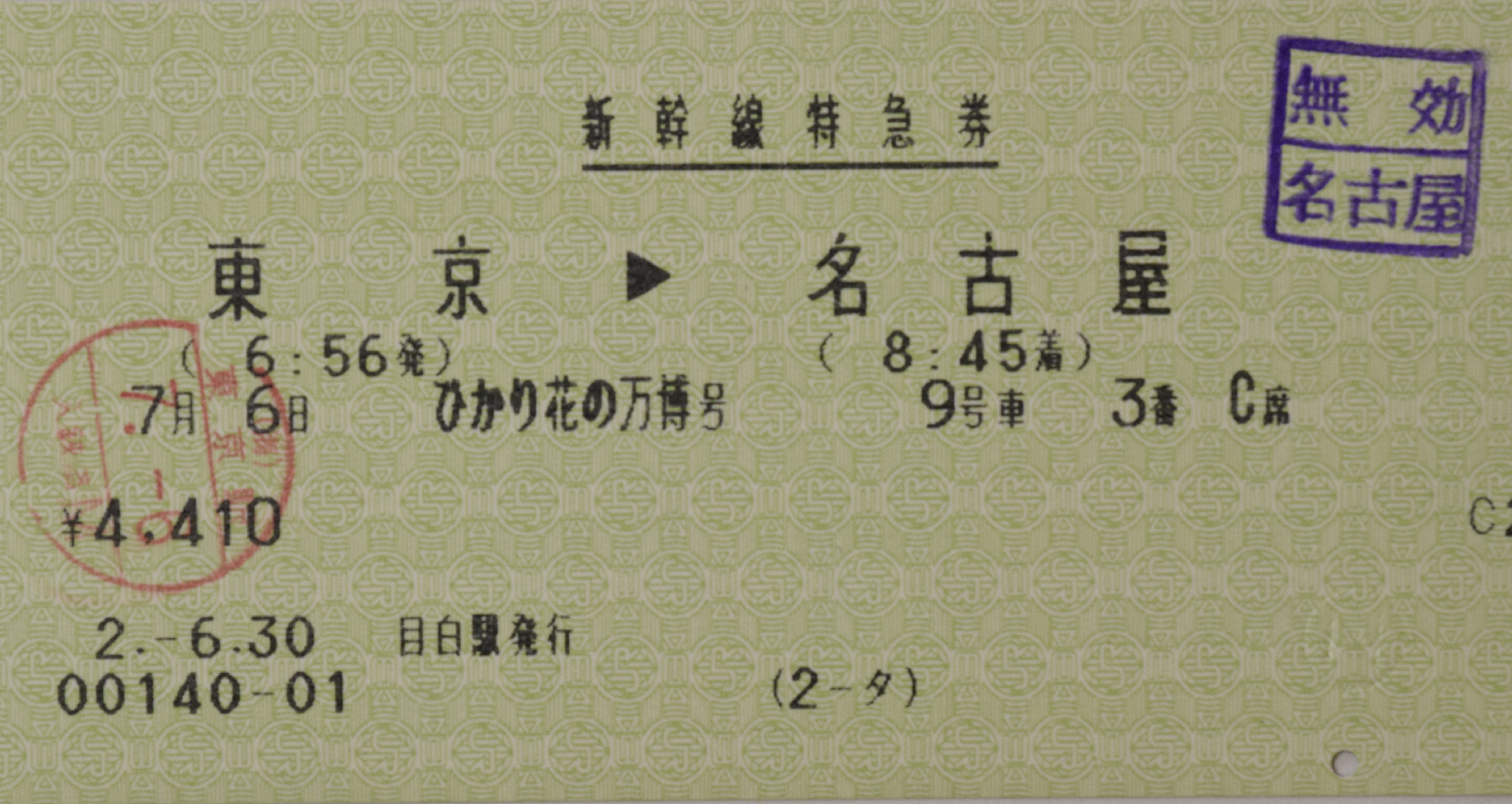
ひかり花の万博号の指定席特急券

会場への交通手段として、京橋駅と鶴見緑地駅を結ぶ日本初の鉄輪式リニアモーター地下鉄である大阪市営地下鉄鶴見緑地線（現：Osaka Metro長堀鶴見緑地線）が建設された。鶴見緑地駅では会期中計9,419,892人の乗車客、8,737,739人の降車客を記録した。
また、京阪では守口市駅に特急が臨時停車していた（鶴見緑地駅と同様に会場から近かったため、京阪バスが多く運行されていた）。
JRでは、以下の臨時列車が運行されたほか、エル特急「雷鳥」の一部が茨木駅に臨時停車した。
- 東海道新幹線 - 「ひかり花の万博号」（東京駅 - 新大阪駅）。
- 北陸方面 - 「エキスポ雷鳥」（京橋駅 - 大阪環状線天王寺駅・梅田貨物線経由 - 富山駅）
- 紀勢方面 - 「エキスポくろしお」（京橋駅 - 大阪環状線大阪駅経由 - 白浜駅）
- 快速エキスポ号（岡山、柘植、園部、近江今津、福知山〜大阪駅）

### バス
以下の場所と会場との間に直通シャトルバスが運行された。シャトルバス7ルート28社局の輸送人員は508.6万人だった。
- 大阪国際空港（大阪空港交通、阪神バス）
- JR新大阪駅（運行幹事は阪急バスで、平日は観光バス各社が、日祝は阪急バスが運行）

輸送人員は118万6698人、延べ便数は3万6070便に及んだ。
これに合わせて大阪市営地下鉄（現・大阪メトロ）御堂筋線の中津駅 - 天王寺駅間の折り返し列車が、会期中の昼間の列車に限り新大阪駅に延長運転された。しかし、好評だったため会期終了後も続けられ、のちに夜間時間帯にも拡大している。
- JR大阪駅（大阪市営バス＝現・大阪シティバス）
- JR茨木駅（近鉄バス）
- 阪急南茨木駅（京阪バス、南海バス、阪神バス）
- 京阪守口市駅（京阪バス）

同社に限りシャトルバスとは別に一般路線バスも別経路で同時期に新規に設定（これについては現在廃止されている。またこれとは別に1985年に設定された門真19号経路もあり、これは2009年に営業所が移管され寝屋川19号経路となったものの、2019年現在でも運行している）。
- 近鉄荒本駅（近鉄バス）

公式には上記7箇所から直通シャトルバスが出ていたが、下記の場所からも運行されていた。
- 京阪門真市駅（京阪バス）
- 奈良駅・近鉄奈良駅・学園前駅（奈良交通）
- 上市駅・橿原神宮前駅・八木駅（奈良交通）
- 五條バスセンター・近鉄御所駅・近鉄高田駅（奈良交通）
- 天理駅（奈良交通）

また、路線バスとして以下の場所からも運行した。
- 近鉄布施駅（近鉄バス）
- 南海難波駅（南海バス）
- 山崎・北条・社・吉川IC（神姫バス）
- 西脇・野村・社・吉川IC（神姫バス）

高速バスも開設された。
- 名鉄バスセンター（名鉄バス、日本急行バス）
- 名神ハイウェイバス（ジェイアール東海バス、名阪近鉄バス、名鉄観光バス（旧社名：名古屋観光日急））

なお、鶴見緑地公園の整備に伴い、整備区域にかかることになった近鉄バス茨田営業所（鶴見通沿いの諸口停留所前）が移転を余儀なくされ、開幕前年の1989年に近鉄バス稲田営業所を設置して移転した。

## 関係者
- 小松左京（総合プロデューサー）
- 泉眞也（総合プロデューサー）
- 磯崎新（総合プロデューサー）

## 博覧会を取り扱ったテレビドラマ・アニメ・小説など
当時のドラマ・アニメ・小説などで、博覧会が登場することもあった。
- NHK連続テレビ小説「和っこの金メダル」（1989年10月2日 - 1990年3月31日放送）の最終回で、博覧会に主人公と息子が行く場面や、空撮で会場を撮っている場面が登場している。
- フジテレビ系列放送のサザエさんで、一家が博覧会を訪れるエピソードが放送された。また、オープニングには毎週、マスコットの「花ずきんちゃん」が登場していた。サザエさん一家は主要な公設パビリオンや庭園のほか、民間パビリオンでは唯一、三井・東芝館を訪れている[26]。
- 同じくフジテレビ系列放送のアニメ『キテレツ大百科』でも「真夏の花博で大百科外伝をみつけ出せ」という回で、登場人物らが博覧会を訪れるというエピソードが放送された。
- 斎藤栄著の小説に「大阪花博殺人旅愁」がある。

このほか、博覧会会場内に特設されたサテライトスタジオでは、読売テレビが、来場客を回答者としてスタジオに招きクイズ番組「クイズ!花博ランド」を生放送していた（平日午前の帯番組。司会はタージン）。

## 後援映画
『花物語』- 後援映画として前年1989年夏より大映の配給で公開する。
- 原作は田宮虎彦の「花」。
- スタッフは、監督に堀川弘通、脚本に小森奈津、音楽に小六禮次郎、撮影に丸池納。
- キャストは、主演に高橋惠子。共演に石橋蓮司、佐々木すみ江、蟹江敬三、杉山とく子、殿山泰司、他。
- 内容は、太平洋戦争末期、花を愛する女性と、家族や村人のヒューマン・ストーリーだった。どんな世の中でも花が心の癒しになることを描いている。

## 博覧会閉幕後

### 会場
会場跡地は花博記念公園鶴見緑地として整備されている。無料で入ることができ、市民の憩いの場となっている。博覧会閉幕と同時に、ほとんどすべてのパビリオン・乗り物等は撤去されたが、下記の施設は現在も存在している。
- 咲くやこの花館
- 生命の大樹 いのちの塔
- 国際陳列館

現在は1階が花博記念ホール（陳列館ホール）、2階が国際花と緑の博覧会記念協会事務局である。3 - 4階は生き生き地球館（市立環境学習センター）として運用されていたが、2014年3月30日に閉鎖された。
- 国際展示 水の館

現在は西半分が市営のスポーツセンター、東半分が汎用展示会場ハナミズキホール（水の館ホール）として運用されている。
- 花の谷
- 花桟敷
- 国際庭園
- 風車

花の万博開催のための鶴見緑地の大規模改修工事前より存在。
- むらさき亭

鋼板葺・寄棟造りの本格的な茶室で、日本庭園の中にある（有料）。
- 迎賓館

現在は結婚式場「鶴見ノ森 迎賓館」として運用されている。

### 出展物のその後

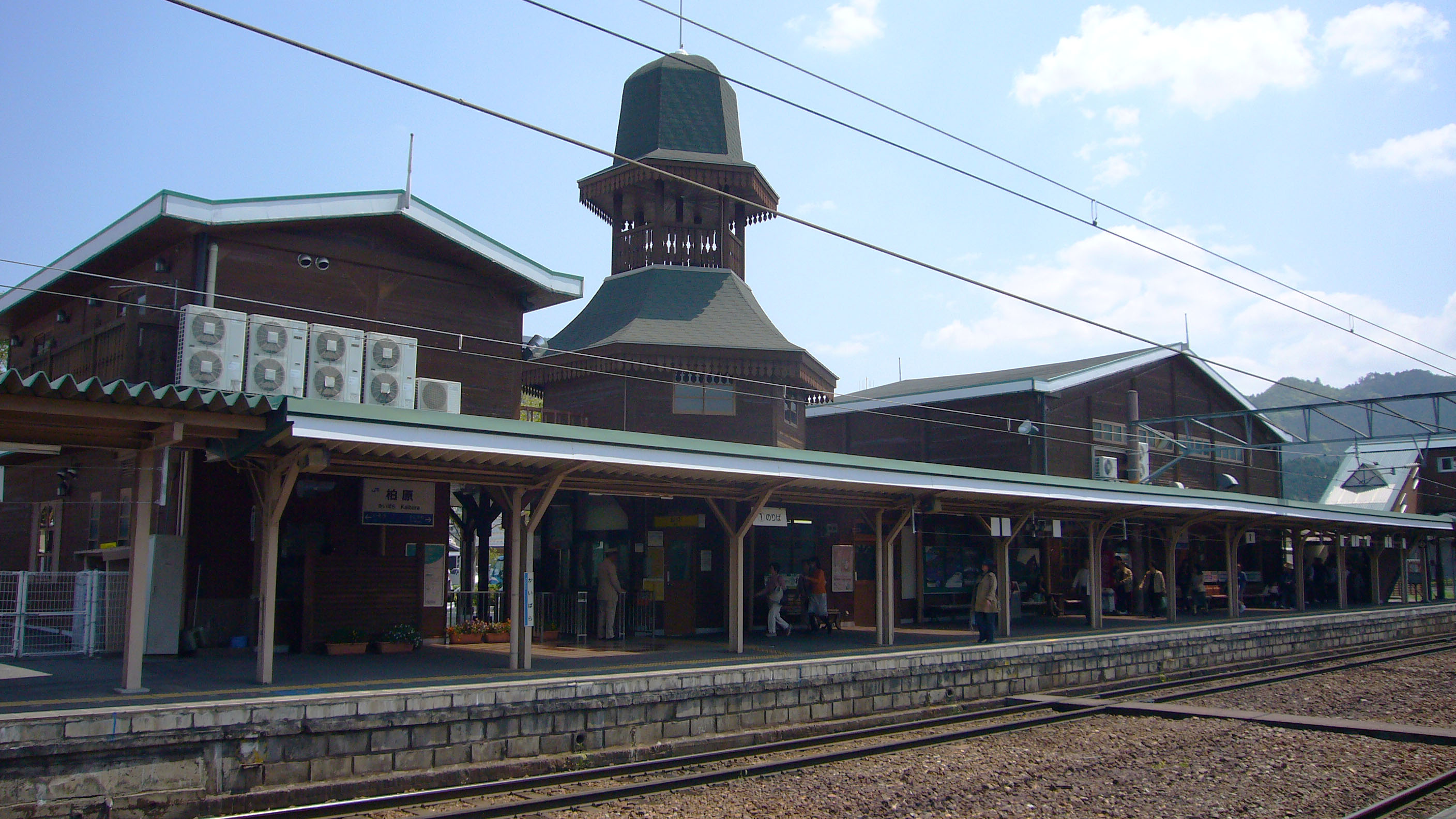
「山の駅」
現：福知山線 柏原駅（丹波市）

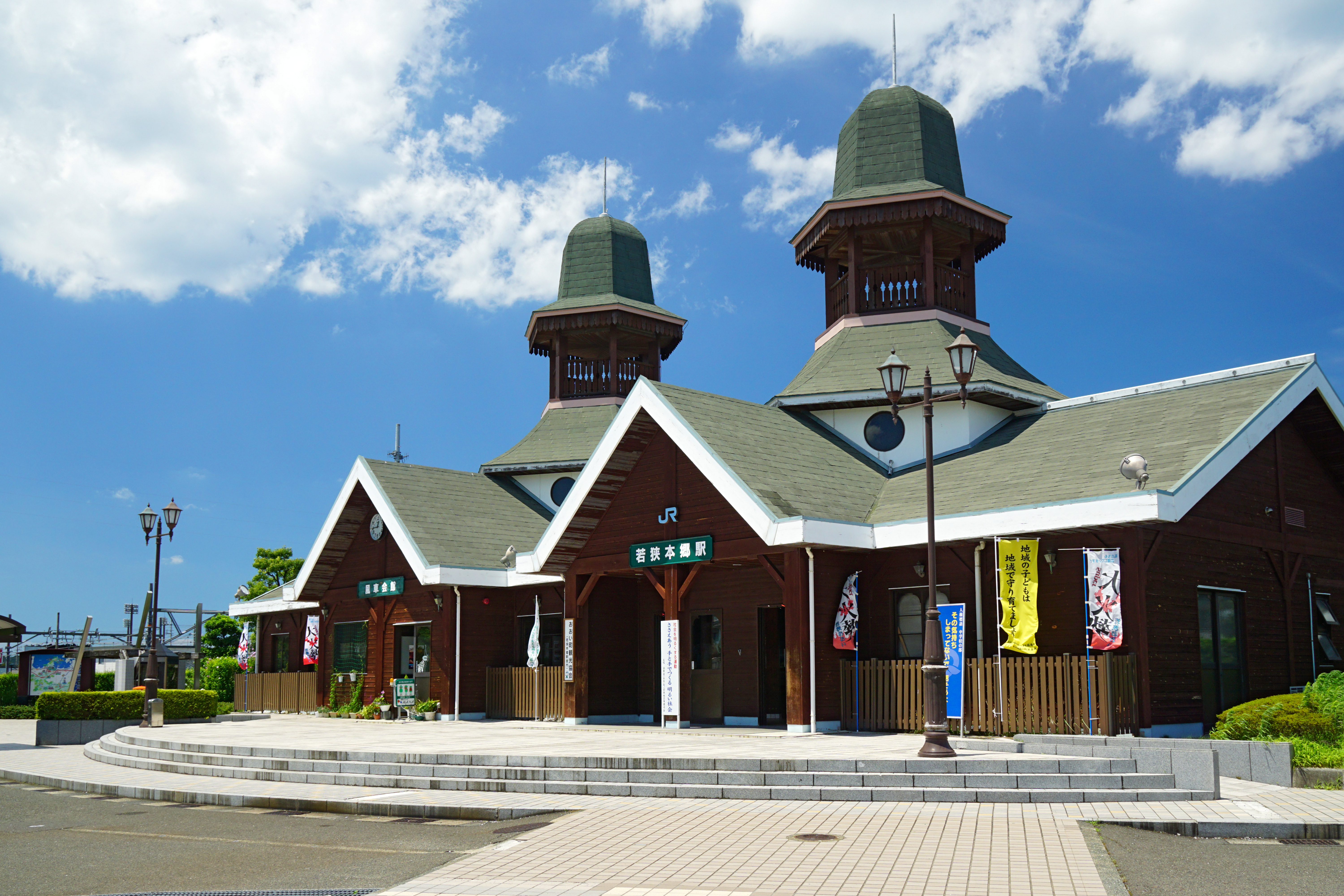
「風車の駅」
現：小浜線 若狭本郷駅（おおい町）

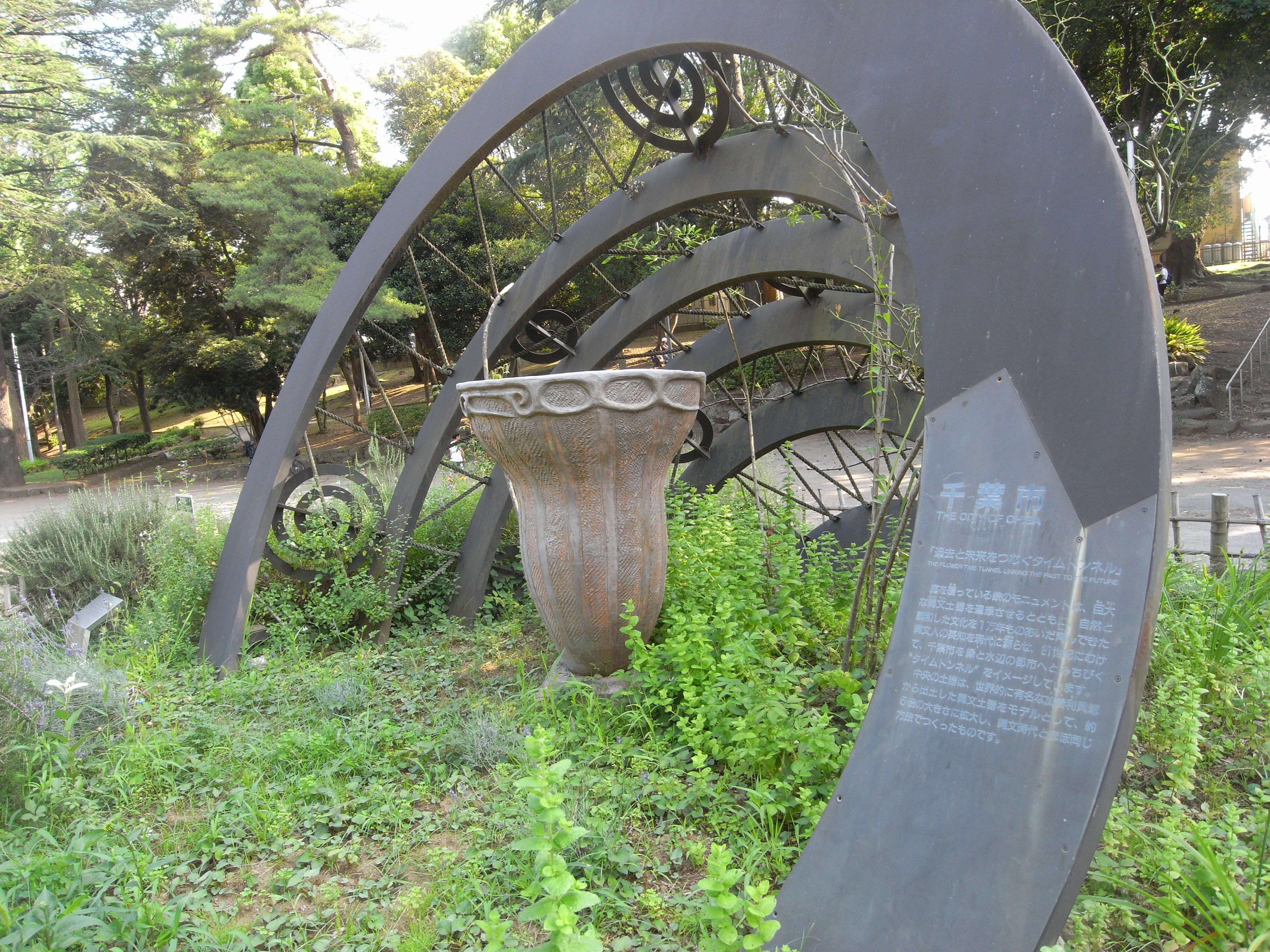
国際花と緑の博覧会の「ふるさとの庭に千葉市がに展示したモニュメント

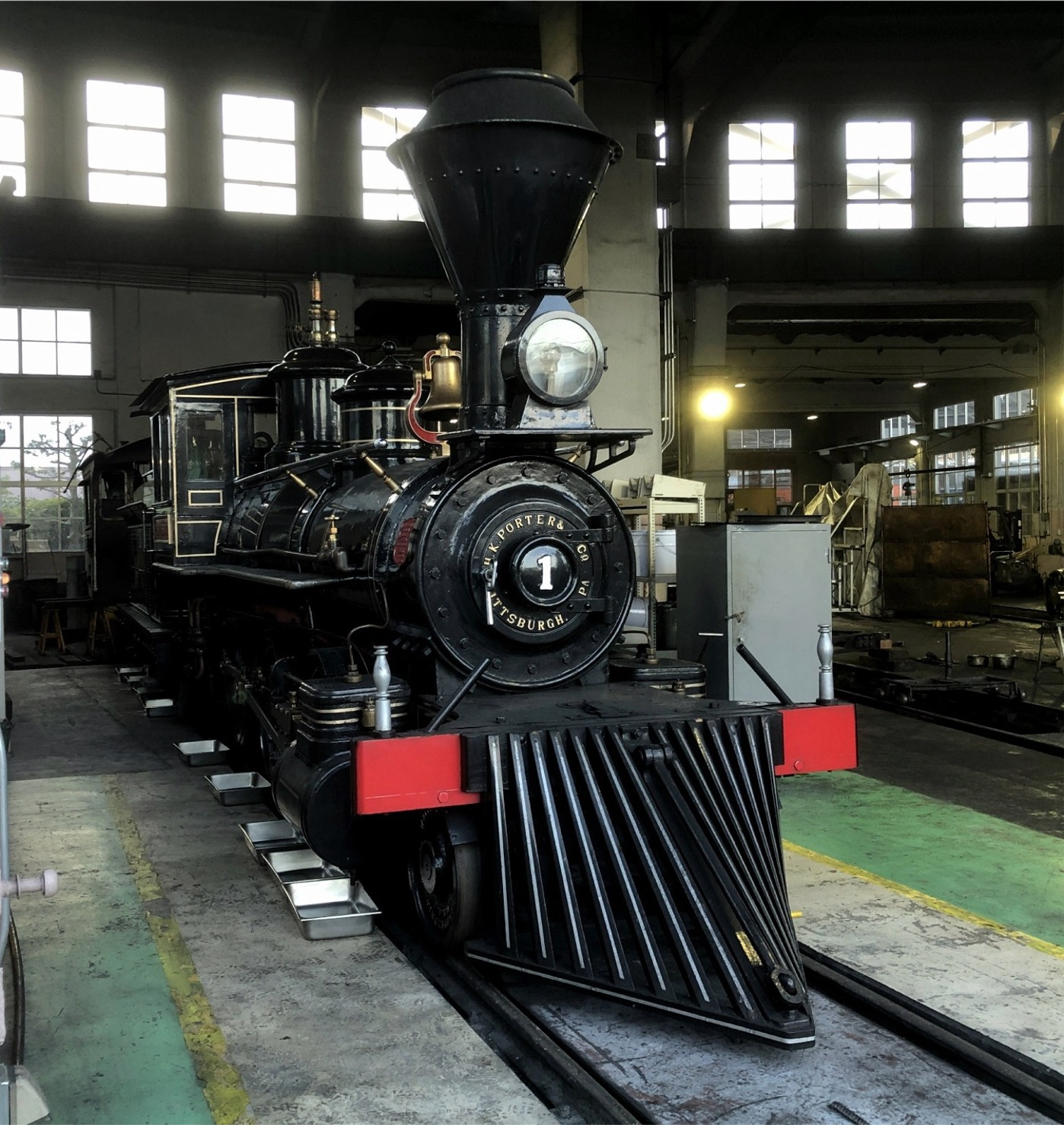
「義経号」(京都鉄道博物館)

- JR西日本が出展した交通システム、「SL義経」（ドリームエキスプレス）の「山の駅」駅舎は福知山線柏原駅に、「SL義経」は交通科学博物館を経て京都鉄道博物館に、「風車の駅」駅舎は小浜線若狭本郷駅にそれぞれ移設および移築された。また、若狭本郷駅にはSL義経のレプリカが設置された。
- ダイコク電機による出展のパビリオン「名画の庭」（安藤忠雄設計）は、京都市左京区の京都府立陶板名画の庭に移築された。
- 「三和みどり館」で公開されたアトラクション（マジックカーペットシステム）は、フランスのパリ郊外のテーマパーク「フチュロスコープ」に移築された。
- 「シネラビリンス ガスパビリオン」内で、人気者だった展示物「おにぎりロボット」は、万博記念公園内の「大阪ガス生活誕生館ディリパ」で活躍することとなった（現在は撤去されている）。
- 滋賀県信楽町が「国際展示 水の館」に出展した噴水「花の塔」は「滋賀県立水環境科学館」に移築された。
- 千葉市が「ふるさとの庭」に展示を行ったモニュメントが千葉公園に移設展示されている。

### 乗り物関係のその後
- 4つの交通システムについては、ロープウェイのゴンドラはかぐらスキー場で再利用、SL義経・CTMは、それぞれ大阪交通科学博物館・東京サマーランドにて展示された。後にSL義経は2004年に鉄道記念物に指定され、2014年4月6日に交通科学博物館が閉館後に他の展示物に先駆けて梅小路蒸気機関車館に移設されて同年に動態復活し、同館の閉館後の2016年4月29日にオープンした京都鉄道博物館で引き続き動態が継続されている。ドリームエクスプレスにて使用されていた客車の内2両は、梅小路蒸気機関車館のリニューアルに伴う閉館までSLスチーム号で使用されていた。あとの1両は京都府亀岡市の「保津川ライブスチームクラブ」にて静態保存されている。残るウォーターライドは、前述の事故を起こしたことによるイメージの悪化で引き取り手が現れず、すべて解体された。
- 遊園地ゾーン「マジカルクロス」の乗り物達は、その多くが各遊園地・テーマパークに移築された。エキスポランド、ひらかたパーク、宝塚ファミリーランドなど関西圏の遊園地にとどまらず、ドルアーガの塔、ギャラクシアン3が東京都二子玉川のナムコ・ワンダーエッグに移築。また、立ち乗りジェットコースターの風神雷神が熊本県のグリーンランドに移築されるなど、日本各地の遊園地で余生を送ることとなった。

### 郵便局
会場内に設置された「花の万博郵便局」は、閉幕後、残務処理を行う会場内各施設の利便性のため、会場中央にあった本局だけが閉会後もしばらくの間営業を続けていた。この郵便局はゲートの中にあったにもかかわらず、ゲートで郵便局を訪問したい旨を告げるだけで、一般人でも正門ゲートのみからの入場が可能であった。このため、正門ゲートから郵便局の間に限るが、後片付けや建物の解体の様子が観察できた。ただし、風景印や定額貯金記念証書などの使用は会期中だけであった。

## 関連団体
花の万博の翌年には理念継承法人として財団法人国際花と緑の博覧会記念協会が設立され、平成25年4月1日より公益財団法人となった。